# Syneilesis
Syneilesis là một chi thực vật có hoa trong họ Cúc (Asteraceae).

## Loài
Chi Syneilesis gồm các loài: